# Oritoniscus coiffaiti
Oritoniscus coiffaiti är en kräftdjursart som beskrevs av Albert Vandel1953. Oritoniscus coiffaiti ingår i släktet Oritoniscus och familjen Trichoniscidae. Inga underarter finns listade i Catalogue of Life.